# Канталапьедра, Айтор
А́йтор Канталапье́дра Ферна́ндес (исп. Aitor Cantalapiedra Fernández; род. 10 февраля 1996[…], Барселона) — испанский футболист, вингер клуба АЕК.

## Клубная карьера
Канталапьедра — воспитанник клубов «Синк Копес», «Эспаньол», «Сант-Андреу», «Дамм», «Корнелья» и «Барселона». В 2015 году игрок дебютировал за дублирующий состав последних. 28 октября в поединке Кубка Испании против «Вильяновенсе» он дебютировал за основной состав. По итогам сезона Айтор помог команде завоевать национальный кубок. Летом 2016 года Канталапьедра перешёл в «Вильярреал», где начал выступать за дублирующий состав. 28 августа в матче против «Севильи» он дебютировал в Ла Лиге. В сезоне 2017/2018 Айтор выступал за дублирующий состав «Севильи».
Летом 2018 года Канталапьедра перешёл в нидерландский «Твенте». 17 августа в матче против роттердамской «Спарты» он дебютировал в Эрстедивизи. 8 сентября в поединке против ТОП Осс Айтор заюил свой первый гол за «Твенте». В своём дебютном сезоне стал вторым лучшим бомбардиром команды и помог ей выйти в элиту. 3 августа 2019 года в матче против ПСВ он дебютировал в Эредивизи.
Летом 2020 года Канталапьедра подписал контракт на 3 года в греческим клубом «Панатинаикос». 28 сентября в матче против «Ларисы» он дебютировал в греческой Суперлиге. 12 декабря в поединке против ПАС Янина Айтор забил свой первый гол за «Панатинаикос». В составе клуба игрок дважды стал обладателем Кубка Греции. Летом 2024 года Канталапьедра перешёл в АЕК из Ларнаки. 1 сентября в матче против «Пафоса» он дебютировал в чемпионате Кипра. 3 ноября в поединке против «Ариса» из Лимасола Айтор забил свой первый гол за АЕК.

## Достижения
Клубные
 «Барселона»
- Обладатель Кубка Испании (1) — 2015/2016

 «Панатинаикос»
- Обладатель Кубка Греции (2) — 2021/2022, 2023/2024